# Joyce M. Bennett
Joyce Mary Bennett (ur. 22 kwietnia 1923 w Londynie, zm. 11 lipca 2015) – angielska misjonarka, pierwsza kobieta (jedna z dwóch) i Angielka wyświęcona na kapłana w ramach Wspólnoty Anglikańskiej po wprowadzeniu ordynacji kobiet.

## Życiorys
Od 1949 roku była misjonarką The Church Mission Society w Hongkongu, skąd pochodziła pierwsza kobieta wyświęcona na kapłana w ramach Wspólnoty Anglikańskiej - Florence Li Tim-Oi (wyświęcona przed wprowadzeniem ordynacji kobiet we Wspólnocie Anglikańskiej). W 1965 roku  biskup Victorii w Hongkongu – Ronald Hall powierzył jej misję utworzenia szkoły zawodowej dla dziewcząt. Bennett doprowadziła do powstania Szkoły dla dziewcząt Św Katarzyny w Kwun Tong, której była następnie dyrektorką. W 1971 roku Synod Hongkongu i Makau, jako pierwsza prowincja we Wspólnocie Anglikańskiej oficjalnie zezwolił na ordynację kobiet na kapłanów. 3 grudnia 1971 roku biskup Hongkongu, Gilbert Baker dokonał ordynacji Joyce M. Bennett oraz Jane Hwang. Po powrocie do Anglii, Joyce M. Bennett sprawowała opiekę duszpasterską nad chińskimi chrześcijanami w kościele St. Martin in the Fields w Londynie.
W 1978 roku Joyce M. Bennett została odznaczona Orderem Imperium Brytyjskiego.